# Baltic America Line
Die Baltic America Line war eine von 1917 bis 1930 bestehende in Dänemark registrierte Reederei.

## Geschichte
Der Liniendienst der Baltic America Line wurde nach dem Ersten Weltkrieg von dem dänischen Handelsunternehmen Det Østasiatiske Kompagni (East Asiatic Company) begründet, um die Schiffe Russia, Kursk, Czar und Czaritza der Russian American Line zu übernehmen, die nach der Oktoberrevolution 1917 ihren Dienst eingestellt hatte. Die vier Dampfer fuhren unter dänischer Flagge und boten Platz für Passagiere der Ersten Klasse, Kabinenklasse, Touristenklasse und Dritten Klasse.
Die Schiffe wurden auf der Route Libau–Danzig–Kopenhagen–New York eingesetzt, wobei gelegentlich auch Hamburg, Glasgow, Falmouth, Portland (Dorset), Newcastle, Boston, Halifax und Quebec angelaufen wurden. 1921 wurden die vier Dampfer umbenannt. Werbebroschüren der Baltic America Line priesen vor allem den hohen Standard der Unterkünfte und der Verpflegung an.
Die Latvia (ex Russia) wurde 1924 nach Japan verkauft, die anderen drei Schiffen wurden 1930 der neu gegründeten Gdynia America Line zugeführt. Der Liniendienst der Baltic American Line hört damit auf zu bestehen.

## Schiffe
| Jahr        | Name     | Tonnage  | Werft                               | Status/Schicksal                                      |
| ----------- | -------- | -------- | ----------------------------------- | ----------------------------------------------------- |
| 1917 (1908) | Latvia   | 8596 BRT | Barclay, Curle and Company, Glasgow | ex Russia / 1924 nach Japan verkauft, Fuso Maru       |
| 1917 (1910) | Polonia  | 7858 BRT | Barclay, Curle and Company, Glasgow | ex Kursk / 1930 an Gdynia America Line                |
| 1917 (1912) | Estonia  | 6503 BRT | Barclay, Curle and Company, Glasgow | ex Czar / 1930 an Gdynia America Line, Pułaski        |
| 1917 (1915) | Lituania | 6852 BRT | Barclay, Curle and Company, Glasgow | ex Czaritza / 1930 an Gdynia America Line, Kościuszko |